# Diego Sillero

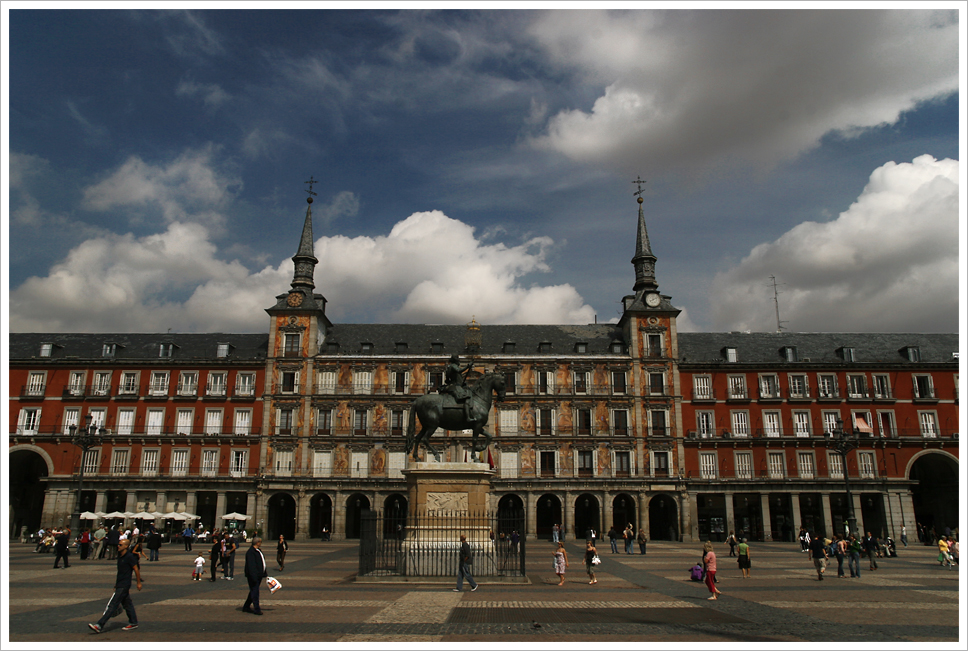
Una de las obras más conocidas es la Casa de la Panadería en la Plaza Mayor madrileña.

Diego Sillero fue un alarife español que realizó diversas obras para el Concejo de Madrid a mediados del siglo xvi. Recibió el título de aparejador de las Obras Reales el 20 de noviembre de 1605, otorgado por Felipe III, para cubrir la vacante de Antonio Segura. Era hermano del también arquitecto Antonio Sillero.

## Obras
Es conocido por haber diseñado la Casa de la Panadería (1590-1599), aunque su construcción fue continuada y rematada por Juan Gómez de Mora. Participó en diversas obras de construcción, remodelación, adaptación y alcantarillado en la Villa de Madrid.
- La citada Casa de la Panadería en la Plaza Mayor de Madrid.
- Trabajando con Juan Bautista de Toledo, rahabilitación en 1559 el convento de las Descalzas Reales, antiguo palacio de los reyes de Castilla.
- Reforma de las fuentes de Leganitos y Lavapiés junto con Francisco de Mora.
- El Hospital de Pobres de Madrid.
- Reformas en la Iglesia del Buen Suceso, obra que al morir Sillero, concluyó Francisco de Bara.